# 聖經新譯本
《聖經新譯本》是由數十位華人聖經學者自譯的《圣经》汉语译本。此譯本以原文重譯《聖經》，《新約》於1976年完成；《舊約》於1992年完成。
整個譯經過程由原文、神學和中文的工作小組依次縝密斟酌譯文，最後由資深學者作審訂。
2001年推出了跨世紀版，更邀各地聖經學者和牧者撰寫《聖經》各書卷的總論和簡介。同年亦開始了修訂計劃，終於在2011年11月出版了四福音書，2012年9月出版《羅馬書》2013年3月出版《啟示錄》（新約預算2013年出版，舊約預算在其後三年內完成），並正式把《聖經新譯本》升級為《環球新譯本》。

## 緣起
1970年，剛完成《新美國標準聖經》（New American Standard Bible）的美國樂可門基金會有意資助中國敎會重譯中文聖經。1971年9月，該會委派亞洲區代表麥維惕（Kenneth McVety）與幾位華人教會領袖初次洽商。1972年1月13日，二十多位來自東南亞各地的華人敎會領袖在香港馬禮遜館擧行了重譯中文聖經的座談會，會中肯定了再一次把聖經自原文譯成中文的需要。同年1月27日至29日，中文聖經新譯硏討會於在香港富都酒店舉行，就新譯本的性質、對象、文體、格式、原文版本、工序等問題進行磋商，並議決成立執行委員會。委員是：滕近輝（主席）、鮑會園、戴紹曾、陳終道、唐佑之、桑安柱、謝友王、吳勇、邵慶彰；當然列席員有執委會推選的總幹事容保羅及樂可門基金會代表麥維惕。參加這研討會的另有林道亮、徐松石、薛孔奇、張修齊、趙天恩、胡問憲、楊牧谷等數十人。

## 翻譯團隊
鮑會園（翻譯組組長）、周永健、鄺炳釗、陸蘇河、唐佑之、馬有藻、謝友王、詹正義、陳玉棠、馮蔭坤、張修齊等數十位學者和于中旻、張曉風、蘇恩佩等十多位文字工作者。

## 翻譯依據的原文底本
舊約：主要依據Biblia Hebraica Stuttgartensia: SESB Version, Electronic ed. Stuttgart: German Bible Society, 2003，但在個別情況下選用《七十士譯本》、《撒瑪利亞五經》、死海古卷等經文傳統；特別參考Bible Hebraica Quinta、Hebrew University Bible及Oxford Hebrew Bible等近期校訂本已出版的異文分析和評論。
新約：主要依據Novum Testamentum Graece. 28. Aufl., rev. Stuttgart: Deutsche bibelstiftung, 2012，但在個別情況下選用其他異文；特別參考Centre for New Testament Textual Studies詳盡的異文電子資料庫和分析。
來源：

## 翻譯原則
一、忠於原文：
- 儘量依原文詞序和體裁翻譯；
- 考究每個字詞的正確譯法；
- 留意歷史及文化背景；
- 補充適當字詞以求達意。

二、以現代規範漢語表達：
- 使用可作朗讀的語體文；
- 避免使用難讀難解的字；
- 避免地域性方言；
- 盡量少用成語，然而讀者熟習、易讀易明的，也可以採用；
- 語法必須合乎漢語，但也可以保留一些容易明白和新穎的西方文法結構的句子。

來源：

## 翻譯程序
1. 根據原文譯出初稿。
2. 交由集修小組分別從原文、神學及中文角度審閱；
3. 徵集各地華人敎會領袖、聖經學者、基督徒作家的意見；
4. 綜合初稿原譯者和集修小組成員的意見，決定取捨；
5. 未能議決或需要進一步商討的意見，交由硏究小組作深入探討， 同時以串珠核對法比對譯文，加強用詞的統一；
6. 最後將研究報吿、補充資料等，交由審裁委員會審核和定稿。

來源：

## 翻译争议
有人認為《新譯本》“，且有些地方不太恰当，所以引起了某些读者的不满”。

## 評價
《聖經新譯本》的翻譯工作引起了它與《聖經和合本》孰優孰劣的激辯；各方人士對《新譯本》評價不一。整體而言，肯定《新譯本》比《和合本》有進步的評論者也認為《新譯本》尙有未臻完善、有待改進的地方。《新譯本》至今還未能取代《和合本》在教會的權威地位。

## 外部連結
- 聖經新譯本-網上版 （页面存档备份，存于）
- 環球聖經公會 （页面存档备份，存于）
- 環球聖經公會 facebook
- 《中文聖經翻譯史》(聖經．中文．翻譯) （页面存档备份，存于）
- 《聖經新譯本》(聖經．中文．翻譯) （页面存档备份，存于）